# 钻井隔水管

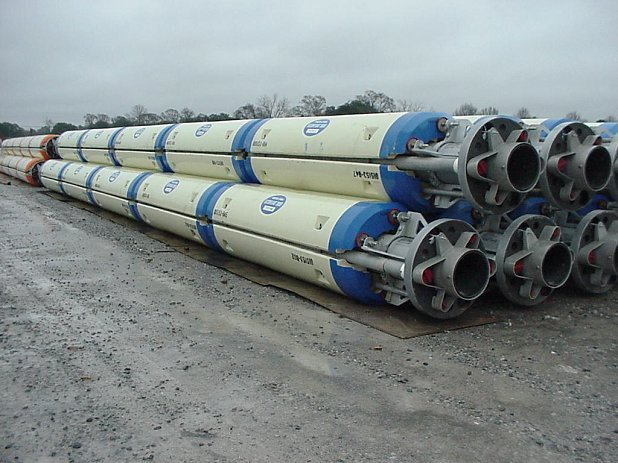
钻井隔水管

钻井隔水管是一个連通海底油井至海面钻井设施的管道。钻井隔水管分为两种类型：一種是与海底防喷器（BOP）一起使用的海上钻井隔水管，一般供浮动钻井船使用；另一種是与海面BOP一起使用的回接钻井隔水管，一般由固定平台或非常稳定的浮动平台部署。